# والنتین کونونن
والنتین کونونن (فنلاندی: Valentin Kononen؛ زادهٔ ۷ مارس ۱۹۶۹) دونده پیاده‌روی سرعت اهل فنلاند بود.
وی در مسابقات کشوری و بین‌المللی در مجموع برندهٔ ۱ مدال طلا، ۲ مدال نقره شده‌است.